# حمود يوسف النصف
حمود يوسف أحمد النصف (1928 - 23 ديسمبر 2001 ) ، نائب ووزير كويتي سابق.

## سيرته السياسية والعلمية
خاض انتخابات مجلس الأمة الكويتي 1963 في الدائرة السابعة ، وحصل على 457 صوت وحل بالمركز الخامس وفاز بالانتخابات ، وشارك في انتخابات مجلس الأمة الكويتي 1967 في الدائرة السابعة، وحصل على 691 صوت وحل بالمركز السابع وخسر بالانتخابات.
في عام 1964 تم تعيينه وزير الصحة في الحكومة الثالثة ، وفي عام 1971 تم تعيينه وزير الأشغال العامة في الحكومة السابعة ، وفي عام 1975 تم تعيينه وزير الأشغال العامة في الحكومة الثامنة ، وفي عام 1976 تم تعيينه وزير الأشغال العامة في الحكومة التاسعة ، وفي عام 1978 تم تعيينه وزير الأشغال العامة في الحكومة العاشرة ، وقد ترك منصبه في 26 فبراير 1980.
وكان نائبا أولا لرئيس غرفة تجارة وصناعة الكويت منذ 1983 وحتى 2000.
وعُيِّن أيضا رئيسا للجنة الجنسية في الشرق في عام 1960، وكان عضوا في المجلس البلدي بين عامي 1960 و1963.
وقد قام مجلس الوزراء الكويتي بتأبينه في يوم 1 يناير 2002.